# John Millman
John Millman (sinh ngày 14 tháng 6 năm 1989) là một vận động viên quần vợt chuyên nghiệp người Úc. Anh có thứ hạng đánh đơn cao nhất là vị trí số 33 vào tháng 10 năm 2018. Huấn luyện viên của anh là cựu tay vợt người Đức Jonas Luetjen.

## Chung kết trẻ

### Đơn: 3 (3 danh hiệu)
| Chú thích (Đơn) |
| --------------- |
| Grand Slam (0)  |
| Hạng A (0)      |
| Hạng B (0)      |
| Hạng 1–5 (3)    |

| Kết quả | Số | Ngày                | Giải đấu              | Mặt sân | Đối thủ          | Tỷ số         |
| ------- | -- | ------------------- | --------------------- | ------- | ---------------- | ------------- |
| Vô địch | 1. | 18 tháng 6 năm 2006 | Nouméa, New Caledonia | Cứng    | Matheson Klein   | 6–2, 7–5      |
| Vô địch | 2. | 26 tháng 6 năm 2006 | Lautoka, Fiji         | Cứng    | Brendan McKenzie | 6–3, 6–2      |
| Vô địch | 3. | 4 tháng 7 năm 2006  | Auckland, New Zealand | Cứng    | Mark Verryth     | 4–6, 6–4, 6–2 |

## Chung kết sự nghiệp ATP

### Đơn: 1 (1 á quân)
| Chú thích                         |
| --------------------------------- |
| Grand Slam (0–0)                  |
| ATP World Tour Finals (0–0)       |
| ATP World Tour Masters 1000 (0–0) |
| ATP World Tour 500 Series (0–0)   |
| ATP World Tour 250 Series (0–1)   |

| Chung kết theo mặt sân |
| ---------------------- |
| Cứng (0–0)             |
| Đất nện (0–1)          |
| Cỏ (0–0)               |

| Kết quả | T–B | Ngày             | Giải đấu                 | Thể loại   | Mặt sân | Đối thủ          | Tỷ số    |
| ------- | --- | ---------------- | ------------------------ | ---------- | ------- | ---------------- | -------- |
| Á quân  | 0–1 | tháng 4 năm 2018 | Hungary Mở rộng, Hungary | 250 Series | Đất nện | Marco Cecchinato | 5–7, 4–6 |

## Chung kết Challenger và Futures

### Đơn: 31 (18 danh hiệu, 13 á quân)
| Chú thích              |
| ATP Challengers (11–6) |
| ITF Futures (7–7)      |

| Kết quả   | Số  | Ngày                      | Giải đấu         | Mặt sân    | Đối thủ            | Tỷ số                   |
| Runner-up | 1.  | ngày 18 tháng 4 năm 2008  | Bucharest        | Clay       | Răzvan Sabău       | 5–7, 3–6                |
| Winner    | 2.  | ngày 6 tháng 10 năm 2008  | Traralgon        | Hard       | Andrew Coelho      | 6–2, 6–3                |
| Runner-up | 3.  | ngày 11 tháng 6 năm 2009  | Stara Zagora     | Clay       | Predrag Rusevski   | 2–6, 3–6                |
| Runner-up | 4.  | ngày 21 tháng 9 năm 2009  | Darwin           | Hard       | Jamie Baker        | 4–6, 6–2, 3–6           |
| Runner-up | 5.  | ngày 16 tháng 11 năm 2009 | Esperance        | Hard       | Matthew Ebden      | 3–6, 4–6                |
| Winner    | 6.  | ngày 23 tháng 11 năm 2009 | Kalgoorlie       | Hard       | Matthew Ebden      | 6–2, 7–6(7–1)           |
| Winner    | 7.  | ngày 22 tháng 2 năm 2010  | Berri            | Grass      | Greg Jones         | 1–6, 6–4, 6–4           |
| Runner-up | 8.  | ngày 6 tháng 4 năm 2010   | Little Rock      | Hard       | Brydan Klein       | 3–6, 6–3, 3–6           |
| Winner    | 9.  | ngày 13 tháng 9 năm 2010  | Darwin           | Hard       | Hiroki Moriya      | 6–0, 6–1                |
| Runner-up | 10. | ngày 20 tháng 9 năm 2010  | Alice Springs    | Hard       | Colin Ebelthite    | 5–7, 6–7(2–7)           |
| Winner    | 11. | ngày 10 tháng 10 năm 2010 | Sacramento       | Hard       | Robert Kendrick    | 6–3, 6–2                |
| Runner-up | 12. | ngày 26 tháng 3 năm 2012  | Bundaberg        | Clay       | Jason Kubler       | 4–6, 6–1, 1–6           |
| Runner-up | 13. | ngày 7 tháng 5 năm 2012   | Busan            | Hard       | Tatsuma Ito        | 4–6, 3–6                |
| Winner    | 14. | ngày 4 tháng 11 năm 2012  | Bendigo          | Hard       | Benjamin Mitchell  | 6–3, 6–3                |
| Winner    | 15. | ngày 28 tháng 1 năm 2013  | Burnie           | Hard       | Stéphane Robert    | 6–2, 4–6, 6–0           |
| Winner    | 16. | ngày 10 tháng 3 năm 2013  | Kyoto            | Carpet (i) | Marco Chiudinelli  | 4–6, 6–4, 7–6(7–2)      |
| Winner    | 17. | ngày 11 tháng 8 năm 2014  | Chuncheon        | Hard       | Jose Statham       | 6–3, 6–7(4–7), 7–6(7–5) |
| Winner    | 18. | ngày 18 tháng 8 năm 2014  | Anseong          | Clay (i)   | Jose Statham       | 6–1, 7–5                |
| Runner-up | 19. | ngày 12 tháng 10 năm 2014 | Tiburon          | Hard       | Sam Querrey        | 4–6, 2–6                |
| Winner    | 20. | ngày 3 tháng 11 năm 2014  | Traralgon 2      | Hard       | James Ward         | 6–4, 6–1                |
| Winner    | 21. | ngày 16 tháng 11 năm 2014 | Yokohama         | Hard       | Kyle Edmund        | 6–4, 6–4                |
| Runner-up | 22. | ngày 1 tháng 3 năm 2015   | Kyoto            | Hard (i)   | Michał Przysiężny  | 3–6, 6–3, 3–6           |
| Runner-up | 23. | ngày 31 tháng 5 năm 2015  | Vicenza          | Clay       | Íñigo Cervantes    | 4–6, 2–6                |
| Winner    | 24. | ngày 2 tháng 8 năm 2015   | Lexington        | Hard       | Yasutaka Uchiyama  | 6–3, 3–6, 6–4           |
| Winner    | 25. | ngày 16 tháng 8 năm 2015  | Aptos Challenger | Hard       | Austin Krajicek    | 7–5, 2–6, 6–3           |
| Winner    | 26. | ngày 15 tháng 11 năm 2015 | Kobe Challenger  | Hard (i)   | Taro Daniel        | 6–1, 6–3                |
| Runner-up | 27. | ngày 8 tháng 8 năm 2017   | Lexington        | Hard (i)   | Michael Mmoh       | 4–6, 7–6(7–3), 3–6      |
| Runner-up | 28. | ngày 29 tháng 10 năm 2017 | Ho Chi Minh City | Hard       | Mikhail Youzhny    | 4–6, 4–6                |
| Winner    | 29. | ngày 26 tháng 11 năm 2017 | Hua Hin          | Hard       | Andrew Whittington | 6–2, 6–2                |
| Winner    | 30. | ngày 25 tháng 2 năm 2018  | Kyoto            | Carpet (i) | Jordan Thompson    | 7–5, 6–1                |
| Winner    | 31. | ngày 13 tháng 5 năm 2018  | Aix-en-Provence  | Clay       | Bernard Tomic      | 6–1, 6–2                |

## Thống kê sự nghiệp
| VĐ | CK | BK | TK | V# | RR | Q# | A |  | Z# | PO | G | F-S | SF-B | NMS | NH |

### Đơn
Tính đến Indian Wells Masters 2019.
| Giải đấu                    | 2008  | 2009     | 2010     | 2011     | 2012  | 2013     | 2014     | 2015     | 2016  | 2017     | 2018     | 2019  | SR        | T–B       |           |
| --------------------------- | ----- | -------- | -------- | -------- | ----- | -------- | -------- | -------- | ----- | -------- | -------- | ----- | --------- | --------- | --------- |
| Grand Slam                  |       |          |          |          |       |          |          |          |       |          |          |       |           |           |           |
| Úc Mở rộng                  | A     | Q2       | Q3       | Q2       | Q1    | 1R       | A        | 1R       | 3R    | A        | 2R       | 2R    | 0 / 5     | 4–5       |           |
| Pháp Mở rộng                | A     | A        | A        | Q2       | A     | A        | A        | Q1       | 1R    | 1R       | 1R       |       | 0 / 3     | 0–3       |           |
| Wimbledon                   | A     | A        | Q1       | Q1       | A     | A        | A        | 2R       | 3R    | 1R       | 2R       |       | 0 / 4     | 4–4       |           |
| Mỹ Mở rộng                  | A     | A        | Q3       | A        | A     | A        | A        | 1R       | 1R    | 3R       | QF       |       | 0 / 4     | 6–4       |           |
| Thắng–Bại                   | 0–0   | 0–0      | 0–0      | 0–0      | 0–0   | 0–1      | 0–0      | 1–3      | 4–4   | 2–3      | 6–4      | 1–1   | 0 / 16    | 14–16     |           |
| ATP World Tour Masters 1000 |       |          |          |          |       |          |          |          |       |          |          |       |           |           |           |
| Indian Wells Masters        | A     | A        | A        | A        | A     | A        | A        | A        | 2R    | A        | A        | 1R    | 0 / 2     | 1–2       |           |
| Miami Masters               | A     | A        | A        | A        | A     | A        | A        | A        | 2R    | A        | 2R       |       | 0 / 2     | 2–2       |           |
| Monte-Carlo Masters         | A     | A        | A        | A        | A     | A        | A        | A        | A     | A        | A        |       | 0 / 0     | 0–0       |           |
| Madrid Masters              | A     | A        | A        | A        | A     | A        | A        | A        | A     | A        | A        |       | 0 / 0     | 0–0       |           |
| Internazionali BNL d'Italia | A     | A        | A        | A        | A     | A        | A        | A        | A     | A        | A        |       | 0 / 0     | 0–0       |           |
| Canada Mở rộng              | A     | A        | A        | A        | A     | A        | A        | A        | 1R    | A        | A        |       | 0 / 1     | 0–1       |           |
| Cincinnati Masters          | A     | A        | A        | A        | A     | A        | A        | A        | 2R    | A        | Q1       |       | 0 / 1     | 1–1       |           |
| Thượng Hải Masters          | NH    | A        | A        | A        | A     | A        | A        | A        | Q2    | A        | Q1       |       | 0 / 0     | 0–0       |           |
| Paris Masters               | A     | A        | A        | A        | A     | A        | A        | A        | A     | A        | 1R       |       | 0 / 1     | 0–1       |           |
| Thắng–Bại                   | 0–0   | 0–0      | 0–0      | 0–0      | 0–0   | 0–0      | 0–0      | 0–0      | 3–4   | 0–0      | 1–2      | 0–1   | 0 / 7     | 4–7       |           |
| Đại diện quốc gia           |       |          |          |          |       |          |          |          |       |          |          |       |           |           |           |
| Thế vận hội Mùa hè          | A     | Not Held | Not Held | Not Held | A     | Not Held | Not Held | Not Held | 2R    | Not Held | Not Held |       | 0 / 1     | 1–1       |           |
| Davis Cup                   | A     | A        | A        | A        | A     | A        | A        | A        | A     | SF       | A        |       | 0 / 1     | 0–1       |           |
| Thống kê sự nghiệp          |       |          |          |          |       |          |          |          |       |          |          |       |           |           |           |
|                             | 2008  | 2009     | 2010     | 2011     | 2012  | 2013     | 2014     | 2015     | 2016  | 2017     | 2018     | 2019  | Sự nghiệp | Sự nghiệp | Sự nghiệp |
| Giải đấu                    | 0     | 0        | 1        | 1        | 1     | 4        | 0        | 9        | 21    | 5        | 19       | 7     | 68        | 68        |           |
| Danh hiệu / Chung kết       | 0 / 0 | 0 / 0    | 0 / 0    | 0 / 0    | 0 / 0 | 0 / 0    | 0 / 0    | 0 / 0    | 0 / 0 | 0 / 0    | 0 / 1    | 0 / 0 | 0 / 1     | 0 / 1     |           |
| Tổng số Thắng–Bại           | 0–0   | 0–0      | 0–1      | 0–1      | 0–1   | 2–4      | 0–0      | 5–9      | 19–21 | 3–6      | 19–19    | 7–7   | 55–69     | 55–69     |           |
| Xếp hạng cuối năm           | 564   | 307      | 204      | 541      | 199   | 190      | 156      | 92       | 84    | 128      | 38       |       | 44.35%    | 44.35%    |           |

## Thắng tay vợt trong top 10
| #    | Tay vợt       | Xếp hạng | Giải đấu                     | Mặt sân | Vg | Tỷ số                        | Xếp hạng của JM |
| ---- | ------------- | -------- | ---------------------------- | ------- | -- | ---------------------------- | --------------- |
| 2018 |               |          |                              |         |    |                              |                 |
| 1.   | Roger Federer | 2        | Mỹ Mở rộng, New York, Hoa Kỳ | Cứng    | V4 | 3–6, 7–5, 7–6(9–7), 7–6(7–3) | 55              |